# Креллі
Креллі́ (фр. Creully) — колишній муніципалітет у Франції, у регіоні Нормандія, департамент Кальвадос. Населення — 1692 осіб (2011).
Муніципалітет був розташований на відстані близько 220 км на захід від Парижа, 17 км на північний захід від Кана. Тут знаходиться замок Креллі.

## Історія
До 2015 року муніципалітет перебував у складі регіону Нижня Нормандія. Від 1 січня 2016 року належав до нового об'єднаного регіону Нормандія.
1-1-2017 Креллі, Сен-Габрієль-Бресі i Вільє-ле-Сек було об'єднано в новий муніципалітет Креллі-сюр-Сель.

## Демографія
Динаміка населення (INSEE ):
Розподіл населення за віком та статтю (2006):
| Стать | Всього | До 15 років | 15-24 | 25-44 | 45-64 | 65-85 | Понад 85 |
| --- | ------ | ----------- | ----- | ----- | ----- | ----- | -------- |
| Чоловіки | 720    | 178         | 76    | 207   | 195   | 56    | 8        |
| Жінки | 803    | 163         | 92    | 208   | 188   | 104   | 48       |
| \| Статево-вікова піраміда \| Статево-вікова піраміда \| Статево-вікова піраміда \| \| ----------------------- \| ----------------------- \| ----------------------- \| \| Чоловіки \| Вік \| Жінки \| \| 8 \| 85 + \| 48 \| \| 12 \| 80-84 \| 24 \| \| 20 \| 75-79 \| 40 \| \| 12 \| 70-74 \| 20 \| \| 12 \| 65-69 \| 20 \| \| 28 \| 60-64 \| 12 \| \| 67 \| 55-59 \| 56 \| \| 52 \| 50-54 \| 60 \| \| 48 \| 45-49 \| 60 \| \| 28 \| 40-44 \| 44 \| \| 60 \| 35-39 \| 56 \| \| 87 \| 30-34 \| 60 \| \| 32 \| 25-29 \| 48 \| \| 36 \| 20-24 \| 48 \| \| 40 \| 15-20 \| 44 \| \| 32 \| 10-14 \| 44 \| \| 79 \| 5-9 \| 52 \| \| 67 \| 0-4 \| 67 \| |        |             |       |       |       |       |          |
| Статево-вікова піраміда |        |             |       |       |       |       |          |
| Чоловіки | Вік    | Жінки       |       |       |       |       |          |
| 8 | 85 +   | 48          |       |       |       |       |          |
| 12 | 80-84  | 24          |       |       |       |       |          |
| 20 | 75-79  | 40          |       |       |       |       |          |
| 12 | 70-74  | 20          |       |       |       |       |          |
| 12 | 65-69  | 20          |       |       |       |       |          |
| 28 | 60-64  | 12          |       |       |       |       |          |
| 67 | 55-59  | 56          |       |       |       |       |          |
| 52 | 50-54  | 60          |       |       |       |       |          |
| 48 | 45-49  | 60          |       |       |       |       |          |
| 28 | 40-44  | 44          |       |       |       |       |          |
| 60 | 35-39  | 56          |       |       |       |       |          |
| 87 | 30-34  | 60          |       |       |       |       |          |
| 32 | 25-29  | 48          |       |       |       |       |          |
| 36 | 20-24  | 48          |       |       |       |       |          |
| 40 | 15-20  | 44          |       |       |       |       |          |
| 32 | 10-14  | 44          |       |       |       |       |          |
| 79 | 5-9    | 52          |       |       |       |       |          |
| 67 | 0-4    | 67          |       |       |       |       |          |

## Економіка
2010 року серед 1014 осіб працездатного віку (15—64 років) 773 були активними, 241 — неактивною (показник активності 76,2%, у 1999 році було 74,0%). З 773 активних мешканців працювало 716 осіб (374 чоловіки та 342 жінки), безробітними було 57 (33 чоловіки та 24 жінки). Серед 241 неактивної 85 осіб було учнями чи студентами, 109 — пенсіонерами, 47 були неактивними з інших причин.

У 2010 році в муніципалітеті числилось 609 оподаткованих домогосподарств, у яких проживали 1610,5 особи, медіана доходів виносила 19 140 євро на одного особоспоживача